# Porty rzeczne Warszawy

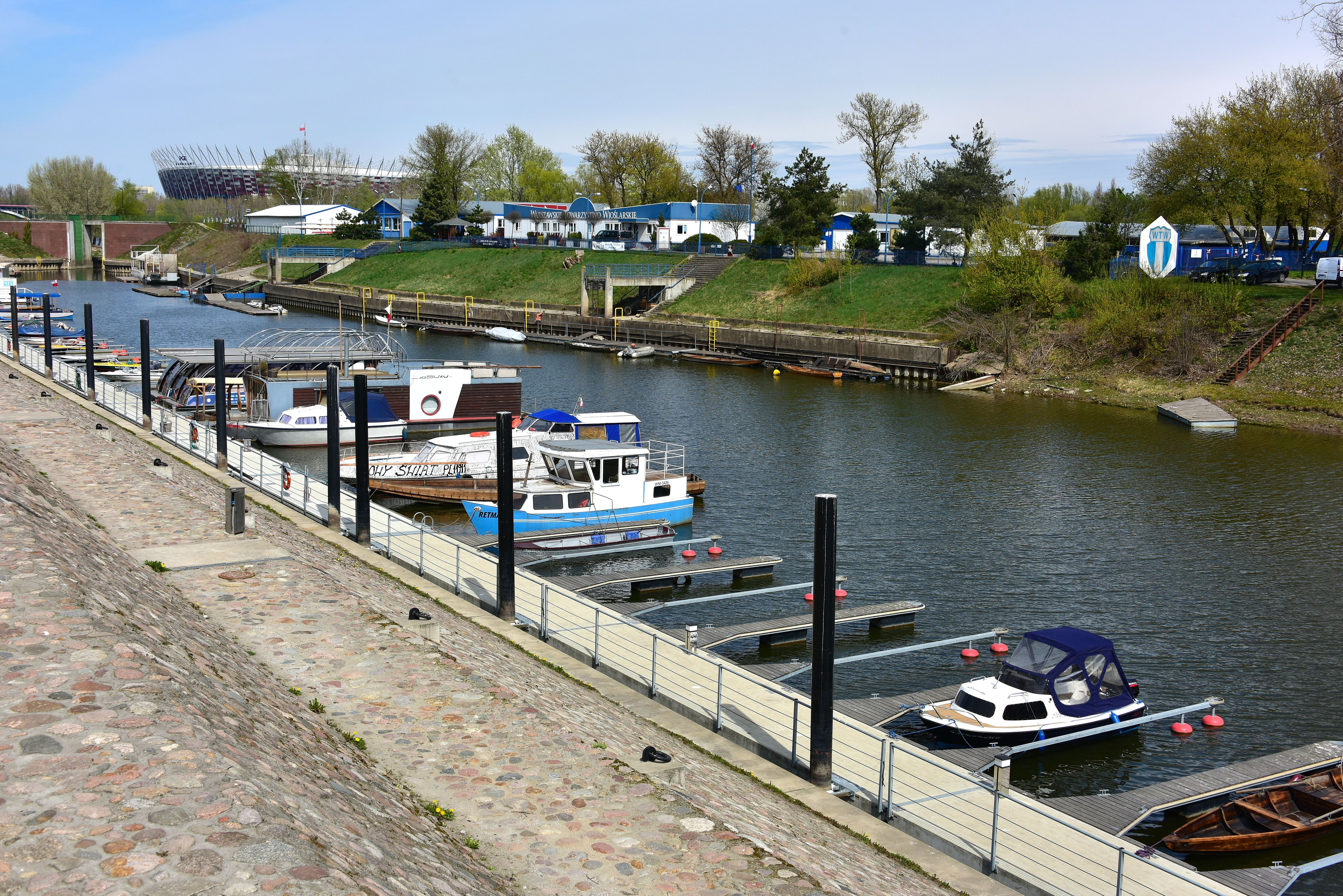
Port Czerniakowski

Porty rzeczne Warszawy – trzy porty rzeczne i cztery przeładownie w granicach Warszawy. Porty rozumiane jako miejsca wyposażone w odpowiednią infrastrukturę do obsługi statków powstały tu dopiero w drugiej połowie XIX wieku, niemniej miejsca rozładunku i załadunku statków i łodzi były na brzegu Wisły znane od dawna.

## Historia
Warszawa jako miasto założone nad Wisłą rozwijało się w oparciu o rzekę nie tylko jako o źródło wody pitnej, ale i wygodny szlak komunikacyjny. W związku z częstym zmienianiem koryta rzeki po kolejnych powodziach, nie powstał tu większy port rzeczny. Dużą rolę odgrywał tu Solec, gdzie umiejscowione były składy soli. W wyniku prób regulacji Wisły przez mieszkańców Solca, powstało w XV wieku jezioro Łacha na Czerniakowie. Dalsze próby regulacji rzeki w XIX wieku prowadzone przez Piotra Steinkellera zaowocowały w czasie powodzi w czerwcu 1884 znacznymi zmianami koryta – na Czerniakowie przy budowanej stacji pomp rzeka odsunęła się o około 500 metrów na wschód, co wymusiło regulację odsłoniętego brzegu i wydłużenie rury ssącej wodociągów.

### Port Czerniakowski
Na odsłoniętej na Czerniakowie łasze w starym korycie postanowiono urządzić port, którego budowa trwała prawie 20 lat i zakończyła się w roku 1904. Port był głównie miejscem zimowego postoju i przeprowadzano tu remonty jednostek pływających. Po II wojnie światowej teren portu przecięty został Trasą Łazienkowską – przyczółek zachodni mostu powstał w miejscu Warsztatów Żeglugi Parowej hrabiego Andrzeja Zamoyskiego, w obrębie portu siedzibę swoją mają Warszawskie Towarzystwo Wioślarskie, a w południowej części portu znalazły się baraki Straży Miejskiej.

### Port Praski
Na początku XX wieku powstały plany budowy w Warszawie portu handlowego o odpowiednio ukształtowanych nabrzeżach, z magazynami, linią kolejową i innymi urządzeniami. Na teren portu wytypowano tzw. Wilczą Kępę na prawym brzegu Wisły pomiędzy Pragą a Saską Kępą. W 1901 Władysław Koleżak podaje, że Zarząd Warszawskiego Okręgu Komunikacji planuje jeszcze jeden port w górnej części tej samej łachy, za Jeziorem Kamionkowskim. Port ten miał posiadać spichlerze zbożowe, 4 elewatory, a budowę sfinansować miały zagraniczne firmy importujące polskie zboże. Plany budowy zostały pokrzyżowane przez wybuch I wojny światowej.

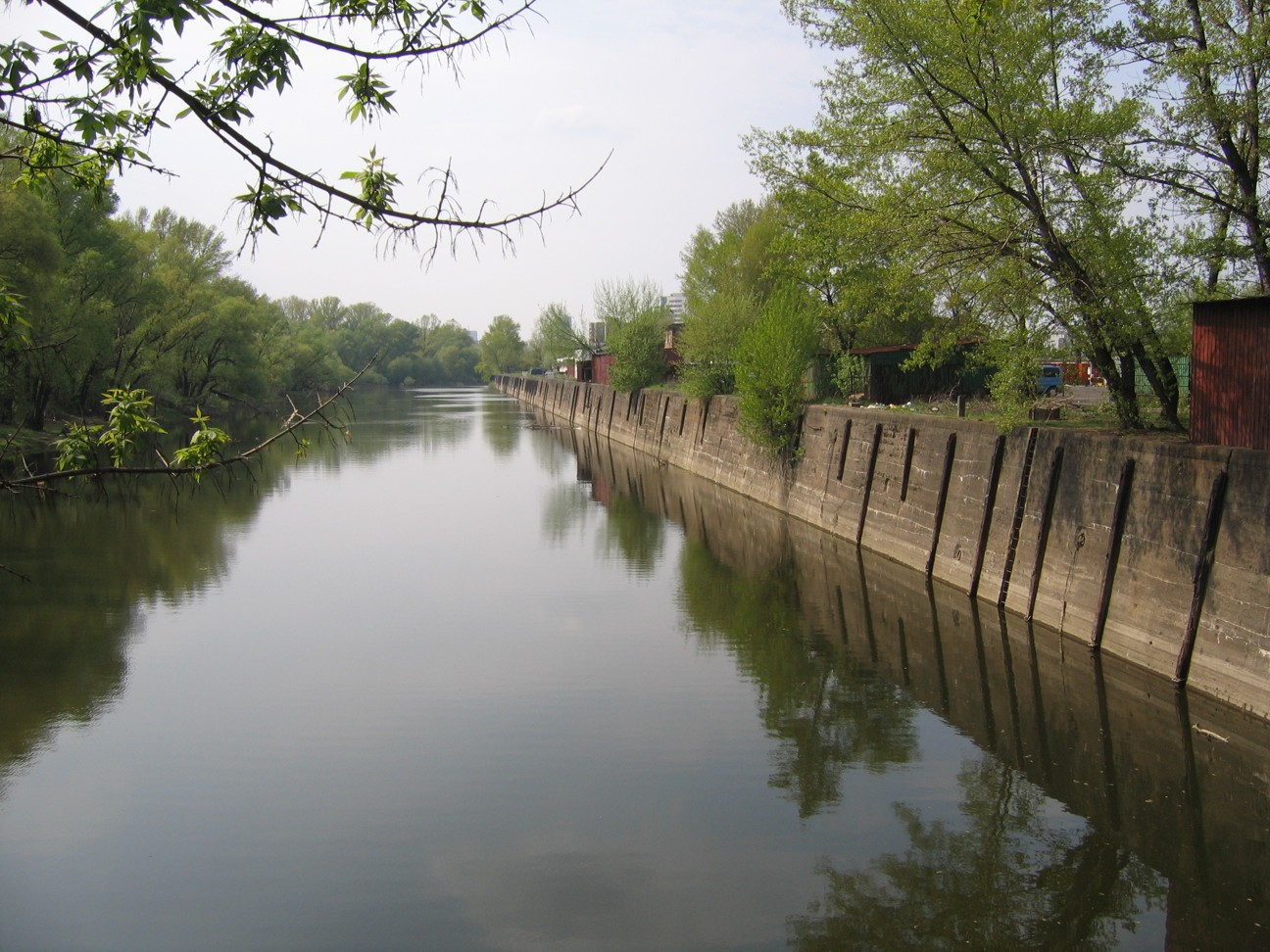
Port Praski – środkowy basen portowy od strony ul. Sokolej

20 maja 1919 roku rozpoczęto prace ziemne przy budowie portu na Wilczej Kępie. W 1923 zatwierdzono nowy projekt portu zakładający budowę 9 basenów portowych o szerokości około 60 metrów każdy i kanału o długości 400 metrów. Długość nabrzeży miała wynieść 7 936 metrów, a na port przewidziano 29,9 ha gruntu, z czego 11,5 ha stanowić miała woda. W trakcie budowy portu jego teren został przecięty nasypem średnicowej linii kolejowej, w którym wykonano wiadukty przewidziane nad kanałami łączącymi poszczególne części portu. Teren zajęty obecnie przez Stadion Narodowy pokrywa obszar planowanych basenów portowych nr 6 do 9, jednak budowy w tym miejscu w ogóle nie rozpoczęto.

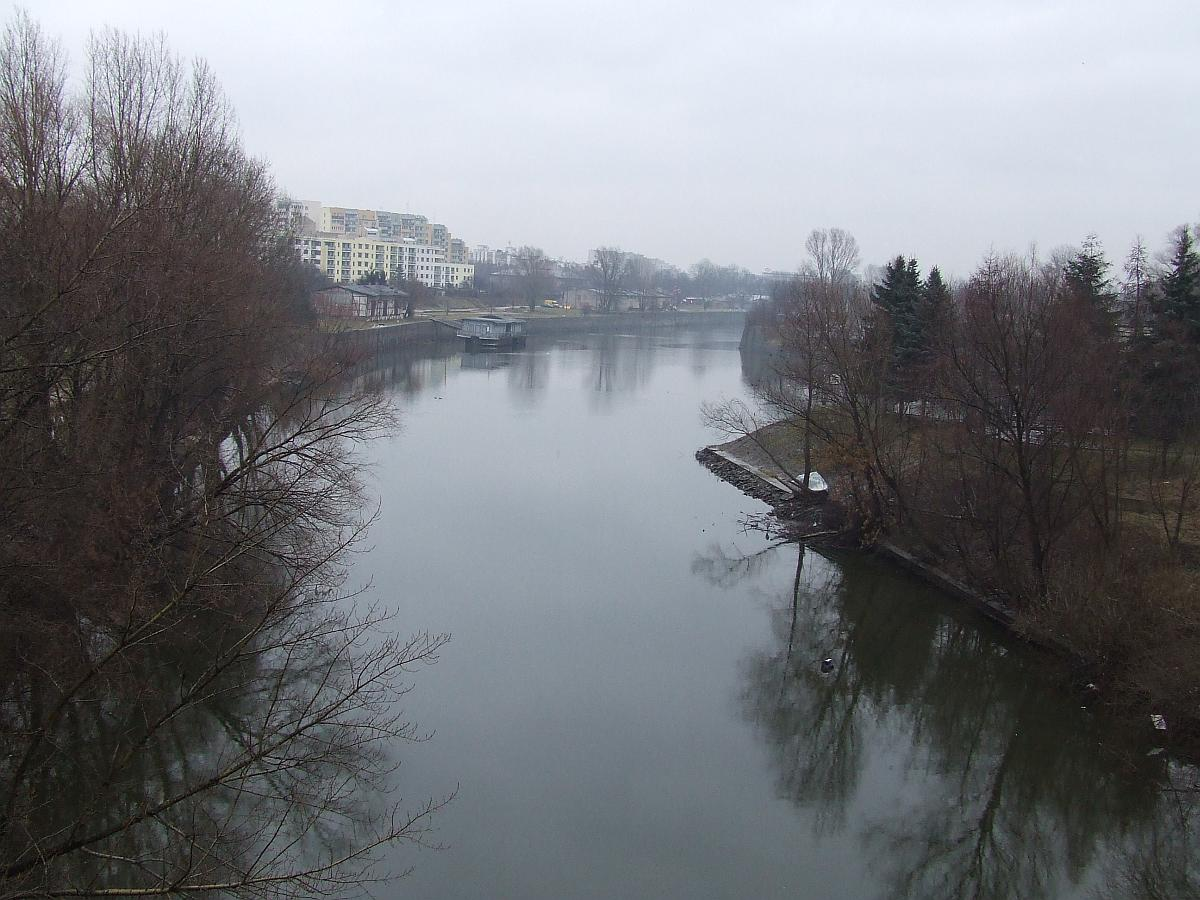
Port Praski obecnie

W 1927 oddano do użytku pierwsze 500 metrów nabrzeża. Z ambitnych planów zrealizowano basen nr 2 i częściowo nr 3, kanał portowy z obrotnicą dla statków i dźwig parowy o udźwigu 5 ton. W 1931 doprowadzono do portu bocznice kolejową i tramwajową. O ile kolej służyła do obsługi ładunków na dalsze dystanse, to ładunki na terenie miasta transportowane były specjalnymi tramwajami towarowymi. Pomimo tego wielkość przeładunków rosła nieznacznie i port był mało rentowny wobec poniesionych wysokich kosztów inwestycji. Wysokie koszty związane były z koniecznością budowy wysokich nabrzeży wobec wahań lustra wody na Wiśle wynoszących do 6 metrów. Dodatkowo grząski grunt utrudniał prace budowlane, a basen portowy okazał się być za płytki w przypadku suszy. Koszty budowy metra bieżącego nabrzeża według inż. Tadeusza Tilingera wyniosły 2600 ówczesnych złotych.
Kolejnym etapem budowy miał być system kanałów łączący Port Praski z Kanałem Obwodowym, z którego zrezygnowano na rzecz projektu kanału łącznikowego z wykorzystaniem jeziorka Kamionkowskiego, jeziorka Gocławskiego oraz niektórych kanałów melioracyjnych Wawerskiej Spółki Wodnej w rejonie Gocławia. Planowano budowę kanału łącznikowego i śluzy przy basenie nr 4, co pozwoliłoby na utrzymanie w porcie stałego poziomu wody +80,5 metra. Znacznie by to obniżyło koszty inwestycji, a port rozbudowywany byłby nie w kierunku Saskiej Kępy, a Jeziora Kamionkowskiego.
W czasie II wojny światowej port został zmodernizowany – powstały nowe magazyny, nowe dźwigi i sprowadzono nowe jednostki pływające. Port miał być miejscem przeładunku żywności sprowadzanej drogą wodną do Warszawy. Po wojnie nastąpiło pewne ożywienie w porcie w związku z dużymi stratami w transporcie kolejowym. W 1950 port przejęła Żegluga Warszawska, w 1962 zlikwidowano bocznice kolejową i tramwajową, a sam port stał się miejscem zimowania jednostek pływających i magazynem. Od lat 70. XX wieku powstają kolejne plany zabudowy terenu portu, z których do dziś nic nie zrealizowano. Likwidacja portu nastąpiła w sierpniu 1980 roku. Na terenie portu znajduje się jednostka policji wodnej, a sam teren o powierzchni ok. 36 ha jest w rękach prywatnego właściciela, który podejmuje starania o zmianę wizerunku tego terenu. Planowana jest inwestycja polegająca na wybudowaniu nowego centrum prawobrzeżnej części Warszawy z nowymi, atrakcyjnymi architektonicznie budynkami, deptakami i zielenią. Teren Portu, podobnie jak większa część prawobrzeżnej Warszawy, jest terenem zalewowym. Dotychczas nie wybudowano planowanej już w latach projektowania pierwotnej wersji Portu śluzy, która stanowiłaby zabezpieczenie przeciwpowodziowe dla sporej części miasta. Istniejące obecnie nasypy kolejowe nie chronią terenu Portu Praskiego przed zalaniem, a budowa śluzy, mimo iż rozważana przez władze miasta, dotychczas nie została zaplanowana.

### Port Żerański
W 1919 rozpoczęto budowę Kanału Obwodowego z portem Żerańskim jako jego integralną częścią. Miał to być port kanałowy o stałym poziomie lustra wody, a nabrzeża równe wysokości burt miały mieć około 1 metra wysokości. Co za tym idzie, niższe były też planowane koszty budowy – 180 złotych za metr bieżący nabrzeża w porównaniu do 2600 zł w Porcie Praskim (kalkulacja inż. Tilingera, cena z 1926 roku). Powierzchnia portu miała wynieść 166 ha, z czego 22 ha to woda. Prace zaczęte przed I wojną światową zostały przerwane w 1920 i nie zostały wznowione do II wojny światowej.
W 1948 powrócono do koncepcji budowy portu na kanale, modyfikując plan o spiętrzenie Narwi na zaporze w Dębem. Kanał Żerański wraz z portem oddano do użytku w 1963 i służy on do dziś, pomimo planów zabudowy jego terenu.

## Inne
Oprócz wymienionych portów na terenie Warszawy znajdują się cztery tzw. przeładownie, czyli odpowiednio wzmocnione nabrzeża:
- Siekierki – przeładownia kruszyw budowlanych,
- Kanał Żerański, dawna Żerańska Fabryka Elementów Betoniarskich „Faelbet” – przeładownia kruszyw budowlanych,
- Kanał Żerański, młyn w Białołęce Dworskiej – przeładownia zboża,
- Kanał Żerański, Elektrociepłownia Żerań – przeładownia węgla kamiennego.

W związku ze zmianami przemyśle w rejonie Warszawy na początku lat 90. XX wieku, poza ostatnią przeładownią pozostałe praktycznie nie pełnią swoich funkcji.